# Distretto di Watthana Nakhon
Il distretto di Watthana Nakhon (in thailandese: วัฒนานคร) è un distretto (amphoe) della Thailandia, situato nella provincia di Sa Kaeo.